# Oliver Anker Christensen
Oliver Anker Christensen (født d. 16. januar 1997) er en dansk ishockeyspiller. Han spiller i øjeblikket for Aalborg Pirates.

## Aalborg Pirates (2017-18)
Han spillede 64 kampe og scorede 3 mål.